# 무룡고등학교
무룡고등학교(舞龍高等學校)는 대한민국 울산광역시 북구 연암동에 있는 공립 고등학교이다.

## 학교 연혁
- 1998년 5월 8일 : 무룡고등학교 설립인가
- 1999년 3월 1일 : 초대 박무진 교장 취임
- 1999년 3월 4일 : 개교(제1회 입학식 10학급 490명)
- 2002년 10월 15일 : 체육관(미르관) 준공
- 2023년 9월 1일 : 제11대 노희영 교장 부임
- 2024년 2월 28일 : 고교학점제 학교공간조성사업 완공
- 2025년 2월 6일 : 제24회 졸업식(계 173명, 누적 졸업생 수 8,716명)
- 2025년 3월 4일 : 제27회 입학식(8학급 208명)

## 참고 자료
- 무룡고등학교 - 한국교육학술정보원 학교알리미